# Hohe Wand
Hohe Wand es una localidad del distrito de Wiener Neustadt, en el estado de Baja Austria, Austria, con una población estimada a principio del año 2018 de 1428 habitantes. 
Se encuentra ubicada al sureste del estado, a poca distancia de la frontera con el estado de Burgenland, al sur de Viena y del río Danubio.